# Open Database License

L'Open Database License (ODbL) est un contrat licence de base de données favorisant la libre circulation des données. Elle est issue du projet opendatacommons.org de l'Open Knowledge Foundation.

## Une licence orientée bases de données
La licence Open Database permet à chacun d’exploiter publiquement, commercialement ou non, des bases de données; à condition néanmoins de maintenir la licence sur la base de données, et éventuellement, sur les modifications qui y sont apportées, et de mentionner expressément l’usage, s’il génère des créations à partir de celles‐ci.
ODbL est une licence libre au sens de la Free Software Foundation.

## Utilisations
La licence OdBL est utilisée dans le monde entier par des centaines d'acteurs.
En France, en 2017, l'OdBL a été retenue par l'État comme l'une des deux licences exclusives que peut employer un acteur public pour ses données ouvertes. En nombre d'usagers, elle fait à peu près jeu égal avec la Licence ouverte de l'État, pour favoriser la transparence et  l'innovation et pour faciliter la réutilisation gratuite des informations publiques détenues par ses administrations, en permettant d'utiliser librement les données et contenus diffusés sur les sites internet et publications officielles, sous certaines conditions. Une liste prédéfinie de licences autorisées privilégie la Licence Ouverte de réutilisation d'informations publiques et l'ODbL pour les données, alors que pour les logiciels, d'autres licences dites permissives (licence BSD, Apache, CeCILL-B, MIT) ou « avec obligation de réciprocité » (ex. : Mozilla Public License, la GNU General Public License, ou CeCILL) sont utilisées. Ces licences sont accessibles sur le site data.gouv.fr. Une administration souhaitant utiliser une autre licence doit demander une homologation auprès de la direction interministérielle des systèmes d'information et de communication de l'État, et obtenir l'autorisation du Premier ministre.
Voici quelques exemples d'utilisations de l'OdBL :
- La licence Open Database est utilisée pour les données du projet OpenStreetMap[6].
- Le 14 décembre 2010, le Conseil de la Ville de Paris a annoncé qu'il publiera les données de l'administration parisienne sous Licence Open Database[7]. Les premières données libérées sont celles relatives à la citoyenneté, l'état civil, la culture et les espaces publics[8].
- La ville de Toulouse publie, depuis le 22 octobre 2011, les données publiques de la ville sous Licence Open Database[9].
- En février 2013, Michelin Travel Partner - filiale à 100 % du groupe Michelin - publie un plan de la ville de Clermont-Ferrand et son agglomération basée sur les données d'OpenStreetMap[10]. Ces dernières étant sous la licence copyleft ODbL, la société a enrichi la base d'OpenStreetMap de nouvelles données[11].

## Spécificités liées aux droits des bases de données
Le droit relatif aux bases de données est complexe. Il est, d'une part, plus hétérogène au niveau international que le droit sur les œuvres littéraires et artistiques. D'autre part, il est nécessaire de distinguer :
1. La base de données en tant que collection d'informations structurée de manière systématique et méthodique. En Europe, les bases de données sont protégées non par le droit d'auteur mais par un droit « sui generis » (spécifique) ; ce n'est pas le cas ailleurs.
2. Si le schéma (ou modèle) de la base de données est suffisamment original, il peut lui-même être porteur de droit d'auteur.
3. Les éléments contenus dans la base de données peuvent être porteurs de droit d'auteur ou de droits voisins.

La licence Open Database définit les droits cédés sur la base de données (en tant que collection) et sur son schéma mais ne dit rien des droits afférents au contenu. Comme le précise la Licence Open Database, cette licence peut par exemple être utilisée pour une base de données contenant des photographies elles-mêmes soumises au droit d'auteur.
La raison d'être de cette licence spécifique (initialement prévue comme une variante des licences Creative Commons, mais dans un projet qui n'a pas abouti en raison de difficultés légales et de changement de nature de cette licence) est qu'elle ne s'appuie pas seulement sur le droit relatif au droit d'auteur (ou copyright), lequel bénéficie d'un très large support international, mais tient compte des spécificités introduites de façon diversifiée dans les droits nationaux pour protéger les bases de données. Pour parvenir à offrir des protections et garanties suffisantes, la licence fait alors appel à une série de clauses prenant appui aussi sur le droit applicable aux contrats, et celui applicable aux bases de données, avec des clauses permettant de prendre en compte le contexte légal de divers pays, tout en maintenant l'esprit et l'aspect partiellement « viral » des licences Creative Commons[pas clair].
Cette originalité introduit cependant des incompatibilités, et pour les contenus qui ne seraient pas publiés sous des licences multiples, cette licence seule (par le fait qu'elle inclut des restrictions de nature contractuelle, et d'autres liées à la sémantique spécifique des agrégats de contenus (indépendants des contenus eux-mêmes qui peuvent continuer à être sous licences dites « ouvertes » au sens donné à ce terme par l'OSI, ou « libres » au sens donné à ce terme par la Free Software Foundation, ces agrégats pouvant faire l'objet de monopolisation de droits par des tiers (par exemple via le système des brevets)[pas clair]. 
La licence ODbL offre une meilleure protection que les seules licences ouvertes ou libres face aux brevets (au niveau international) et à d'autres droits relatifs aux bases de données (encore très mal défendus dans des conditions similaires dans tous les pays, même en Europe où ces droits spécifiques sont apparus). De plus, le texte légal de la licence a fait l'objet de traductions approuvées en français et en italien, pour se conformer au cadre légal applicable aux contrats en France et en Italie.
C'est d'ailleurs en cherchant à donner des termes acceptables permettant le partage ouvert des bases de données (et aussi la production de bases de données dérivées sans trop y apporter de restriction) que Creative Commons a proposé une licence CC0 très fortement inspirée des licences dites du « domaine public ». La licence CC0 a d'ailleurs été évaluée lors des travaux préalables à la conception de la licence ODbL, mais il est vite apparu nécessaire de tout réécrire en tenant compte de la multiplication des sujets de droits de propriété intellectuelle (une préoccupation qui a aussi nécessité, la mise à jour des licences libres de type GPL par la Fondation GNU).
La complexité apparente de la licence ODbL est alors de tenir compte de la situation légale complexe sur le plan international : comme les législations nationales sont encore très changeantes selon le contexte pour lequel la licence ODbL a été mise au point, car elles peuvent faire l'objet de traités internationaux pour en restreindre ou étendre le champ d'application, la licence ODbL constitue une phase intermédiaire destinée à compléter le dispositif de protection des auteurs de logiciels et données ouvertes ou libres ; le texte de la licence OdBL sera amené à être régulièrement révisé pour tenir compte de nouvelles spécificités nationales. En cas d'accords internationaux, certains termes pourraient être levés à l'avenir pour en simplifier la lecture, en utilisant les définitions légales retenues dans les traités internationaux. De fait, il est très fortement conseillé aux auteurs de bases de données de ne pas fournir une licence ODbL restreinte à une seule version statique datée de cette licence mais de concéder une licence ODbL incluant ses versions ultérieures (les modifications auront pour but de faire converger cette licence vers les autres licences ouvertes ou libres, chaque fois que possible).